# Hyalonema poculum
Hyalonema poculum är en svampdjursart som beskrevs av Schulze 1886. Hyalonema poculum ingår i släktet Hyalonema och familjen Hyalonematidae. Inga underarter finns listade i Catalogue of Life.